# Phil Dowson

a Compétitions nationales et continentales officielles uniquement.

b Matchs officiels uniquement.
Dernière mise à jour le 8 septembre 2017.
Phil Dowson, né le 1er octobre 1981 à Guildford, est un joueur anglais de rugby à XV pouvant évoluer comme flanker ou comme numéro 8.

## Biographie

### Carrière en club
Phil Dowson commence sa carrière professionnelle en octobre 2001 avec les Newcastle Falcons lors d'un match de coupe d'Europe contre Toulouse. Peu utilisé la première saison, il entre progressivement dans la rotation des Falcons, avec qui il remporte la Coupe d'Angleterre en 2004, marquant un essai lors de la finale contre Sale. Il quitte la vallée de la Tyne pour les Northampton Saints à l'été 2009 après huit ans passés au club dont les deux dernières comme capitaine.
Il passe six ans à Northampton avec qui il remporte notamment le championnat d'Angleterre 2014 et le Challenge européen 2014. En février 2015, il s'engage avec l'équipe des Worcester Warriors.

### Carrière internationale
En 2005, Dowson participe à la Coupe du monde de rugby à sept 2005 à Hong Kong avec l'Angleterre. Il rejoint ensuite l'équipe d'Angleterre A à Edmonton pour disputer la Churchill Cup, tournoi international de rugby à XV opposant Angleterre A, Argentine A, le Canada et les États-Unis.
Il participe avec les England Saxons à la Churchill Cup 2007  et à la Churchill Cup 2009  ainsi qu'à la victoire en février 2008 sur l'équipe d'Irlande A.
En février 2012, il reçoit sa première cape lors d'un match du Tournoi des Six Nations contre l'Écosse.

## Palmarès

### Joueur
En tant que joueur des Saints, il sera Finaliste de la Coupe d'Europe en 2011,en 2014 il remportera le championnat d'Angleterre et le Challenge européen. Il remporte également la Coupe d'Angleterre en 2010.

### Entraîneur
- Vainqueur de la Coupe d'Angleterre en 2019.
- Entraîneur de la saison du Championnat d'Angleterre en 2024.
- Vainqueur du Championnat d'Angleterre en 2024.
- Finaliste de la Champions Cup en 2025.